# Station Uherce Tunel
Station Uherce Tunel is een spoorwegstation in de Poolse plaats Uherce Mineralne.